# 두다다쿵
《두다다쿵》은 EBS에서 방영하는 3D 애니메이션이다.

## 방영
- EBS 1TV 방영 2013년 12월 18일 ~ 현재
  - 본방송: 월요일 ~ 화요일 오후 4시 30분 ~ 4시 45분

- 케이블TV 방영
  - 대원방송 등 국내 애니메이션 전문 케이블TV 채널에서 방영되고 있다.

## 등장 인물
- 두다: 땅위에서 만난 친구들을 통해 세상을 보는 눈을 깨우치는 노란색 두더지. 엉뚱하고 호기심이 많아서, 상상하지 못한 사건들을 일으키지만, 천진난만하고 낙천적인 모습 때문에 친구들을 웃음 짓게 만든다. 이동할때 '두다다다'라는 소리를 낸다.
- 다다: 하늘을 나는 캠핑카 '핑카'를 타고 세상을 탐험하는 꼬마 탐험가. '아무도 모르는 숲'의 지도를 만들기 위해서 찾아왔다가 두다와 친구들과 함께 '아무도 모르는 숲'을 탐험하게 된다. 모험심이 강하고, 친구들에게 탐험에 관해 여러가지를 알려주는 리더. 오구리가 좋아한다.
- 까버: 척척박사 하늘색 비버. 책을 좋아하고, 탐구하기를 좋아하는 친구. 모든 일에 걱정이 앞서고 소심한 편이지만, 대담한 친구들 덕분에 놀라운 모험에 휘말려들고 자신감과 용기를 키워나간다. 꼼꼼하고 상식이 풍부해서 탐험 중에 문제를 해결할 만한 단서를 찾아내기도 한다.
- 버블: 뭐든지 깜빡 깜빡 잘 잊어버리는 친구. 언제나 의욕이 넘치고 적극적이지만, 기억력이 좋지 않아, 방금 자기가 무엇을 하려했는지도 잘 잊어버린다. 가끔 독특한 상상력으로 친구들을 불안하게 만들지만, 탐험에서 빠져서는 안될 분위기 메이커 (트러블 메이커). 붕어이여서 항상 어항마스크를 쓰고 다니는 한편, 심지어는 물속에 있을 때도 어항마스크를 쓴다.
- 스캣: 자칭 천재발명가 고양이. 그러나 항상 허술한 발명품을 만들어 내서 고생을 자처한다. 자신의 대단한 능력을 과시하며 '스캣님만 믿으라고~' 큰 소리 치지만, 누구보다도 겁이 많은 허당. 짓궂은 장난을 치며 사건을 일으키는 트러블 메이커지만, 알고 보면 친구들의 관심을 받고 싶어하는 상태이다.
- 트리토: 잠꾸러기 나무늘보. 늘 나무 꼭대기에서 자는 모습이 주로 보여지나 가끔씩 떨어지기도 함. 높은 곳에서 아이들을 내려다보는 아이들의 친구.
- 피기&퍼기 :여기저기 사건사고에 빠지지 않고 참여하는 닭. 몸집에 비해 작은 날개를 가지고 있으며, 닭이지만 유독 잘 날고있다. 종종 단서를 주거나 정보를 전달하기도 한다. 스켓의 부하늘 탐험 도중 한명이 날아가야 한다면 그 사람을 잡고 날아 도움이 된다.
- 거북이 할아버지: 100년에 한번 잠에서 깬다. 세상에서 모두가 가고 싶어하는 곳에 대해 아무도 모르는 곳이라는 단서를 주시고 다시 잠에 빠진다.
- 파도: 귀여운 승부사 아시아계 프랑스인 레서 판다. 집을 찾아 떠돌다가 '아무도 모르는 숲'의 대나무 숲에 머물게 된다. 강한 사나이가 되고 싶어 매일 홀로 수련하지만, 앙증맞고 귀여운 생김새 때문에 어려움이 많다. 어떤 대결이라도 마다하지 않는 낭만파 승부사. 스캣과는 매번 티격태격하는 사이. 대나무숲의 온천근방에서 산다.
- 오구리: 외로운 오리너구리, 사랑스러운 예술가. 폭포 안 동굴에서 외톨이 생활을 하다가 두다 덕분에 세상으로 나오게 된 친구. 탁월한 요리 솜씨와 예술적 감각의 소유자. 혼자라도 괜찮다며, 친구들에게 퉁명스럽게 대하지만, 누구보다도 친구들과 함께 탐험가는 날을 손꼽아 기다린다. 유독 다다 앞에서는 상냥한 모습으로 돌변한다 (다다를 좋아하기 때문).
- 코우: 아이들에게 필요한 물건들을 바꿔주는 코끼리 상인. 예전에 세상 곳곳을 누비며 수집한 물건들로 물물교환 상점을 꾸려나가고 있다. 현란한 말솜씨로 어떤 물건이든 물물교환하는 거래의 달인. 아이들에게 탐험의 단서나, 아무도 모르는 숲 속에 숨겨진 비밀을 알려주기도 한다.
- 핑카 : 하늘을 나는 캠핑카로 인격이 있다. 다다와 함께 '아무도 모르는 숲'에 착륙한 이후, 두근두근 설레는 탐험마다 친구들과 함께 한다. 하늘을 날고, 물위를 달리고, 신나는 놀이기구, 달리는 병원, 잠수함 등 자유자재로 변신하며, 아이들이 꿈꾸던 탐험을 가능하게 하는 캠핑 친구. 한번 고장났었던 적이 있었다. 그래서 철거 됄뻔 했지만 다다는 핑카를 끝까지 포기하지 않았다.

## 목소리 출연
- 이영아: 두다
- 장경희: 다다, 해설
- 이소영: 까버, 퍼기
- 이은정: 버블
- 엄상현: 스캣
- 오병조: 트리토
- 이민규: 거북 할아버지
- 김서영: 파도
- 여민정: 오구리
- 신용우: 코우, 미믹, 낙타, 하울, 산양
- 홍범기: 잭, 캐피
- 이지현: 삭삭이, 레옹
- 김은아: 바바, 위니, 두기, 엄마 판다
- 전해리: 메리
- 정재헌: 죠, 부엉이 할아버지, 프로키
- 홍소영: 피기, 탄이, 전갈, 암산양
- 전태열: 큰오색딱따구리 아빠
- 권지애: 아기 코알라
- 조현정: 앵무새
- 박리나: 사나
- 양정화: 하늘
- 조경이: 샤키
- 이새벽: 프레디
- 정혜원: 가시
- 김채하: 보고
- 천지선: 프레디
- 이상준: 산양
- 김아롱: 판돌이
- 이보용: 판순이

## 방영 목록

### 1기
| 회차       | 부제                       | 본 방송일        |
| ---------- | -------------------------- | ---------------- |
| 1화        | 안녕, 핑카                 | 2013년 12월 18일 |
| 2화        | 아픈 게 좋아               | 2013년 12월 19일 |
| 3화        | 별아, 기다려               | 2013년 12월 25일 |
| 4화        | 쉿, 비밀이야               | 2013년 12월 26일 |
| 5화        | 잠이 안 와                 | 2014년 1월 1일   |
| 6화        | 웃으면서 말해요            | 2014년 1월 2일   |
| 7화        | 썰매를 타고 싶어           | 2014년 1월 8일   |
| 8화        | 이상한 발자국              | 2014년 1월 9일   |
| 9화        | 편지를 부탁해              | 2014년 1월 15일  |
| 10화       | 운전을 해요                | 2014년 1월 16일  |
| 11화       | 키가 컸어요                | 2014년 1월 22일  |
| 12화       | 엄마는 힘들어              | 2014년 1월 23일  |
| 13화       | 아우, 시끄러               | 2014년 1월 29일  |
| 14화       | 약속을 지켜요              | 2014년 4월 9일   |
| 15화       | 두다 1호                   | 2014년 4월 10일  |
| 16화       | 소원을 말해보세요          | 2014년 4월 16일  |
| 17화       | 딸꾹딸꾹 딸꾹질            | 2014년 4월 17일  |
| 18화       | 씩씩한 모델이 될거야       | 2014년 4월 23일  |
| 19화       | 트리토맨                   | 2014년 4월 24일  |
| 20화       | 청소요정이 필요해          | 2014년 4월 30일  |
| 21화       | 탐정 두다                  | 2014년 5월 1일   |
| 22화       | 산타가 나타났다            | 2014년 5월 7일   |
| 23화       | 여기를 보세요 하나, 둘, 셋 | 2014년 5월 8일   |
| 24화       | 실수해도 괜찮아            | 2014년 5월 14일  |
| 25화       | 캠핑을 가요                | 2014년 5월 15일  |
| 최종화(26) | 아이, 차가워               | 2014년 5월 21일  |

### 2기
| 회차       | 부제                  | 본 방송일        |
| ---------- | --------------------- | ---------------- |
| 1화        | 거대과일 크니크니     | 2015년 8월 31일  |
| 2화        | 귀여운 사나이 파도    | 2015년 9월 1일   |
| 3화        | 물물교환 아저씨 코우  | 2015년 9월 7일   |
| 4화        | 숲 속의 맛집 지도     | 2015년 9월 8일   |
| 5화        | 친구가 된 오구리      | 2015년 9월 14일  |
| 6화        | 버블의 탐험 노트      | 2015년 9월 15일  |
| 7화        | 사막의 보물           | 2015년 9월 21일  |
| 8화        | 선생님이 된 까버      | 2015년 9월 22일  |
| 9화        | 사라진 어항을 찾아라  | 2015년 9월 28일  |
| 10화       | 행운의 목걸이         | 2015년 9월 29일  |
| 11화       | 괴물의 숲             | 2015년 10월 5일  |
| 12화       | 이사는 힘들어         | 2015년 10월 6일  |
| 13화       | 바닷 속 보물을 찾아라 | 2015년 10월 12일 |
| 14화       | 두다다쿵 운동회       | 2015년 10월 13일 |
| 15화       | 위험에 빠진 핑카      | 2015년 10월 19일 |
| 16화       | 잘 가 핑카            | 2015년 10월 20일 |
| 17화       | 벼룩시장 소동         | 2015년 10월 26일 |
| 18화       | 얼음 발 강아지        | 2015년 10월 27일 |
| 19화       | 너는 어떤 씨앗이니?   | 2015년 11월 2일  |
| 20화       | 이야기 모험           | 2015년 11월 3일  |
| 21화       | 캠핑 요리 대회        | 2015년 11월 9일  |
| 22화       | 수수께끼 탐험         | 2015년 11월 10일 |
| 23화       | 심부름 대결           | 2015년 11월 16일 |
| 24화       | 두근두근 시상식       | 2015년 11월 17일 |
| 25화       | 탐험카 면허           | 2015년 11월 23일 |
| 최종화(26) | 해님은 어디서 올까?   | 2015년 11월 24일 |

### 3기
| 회차          | 부제                      | 본 방송일        |
| ------------- | ------------------------- | ---------------- |
| 1화           | 아무도 없는 섬을 탈출하자 | 2020년 12월 28일 |
| 2화           | 겉모습만 보고 판단하지마  | 2020년 12월 29일 |
| 3화           | 우리 집에 놀러 와         | 2021년 1월 4일   |
| 4화           | 주먹왕 메리               | 2021년 1월 5일   |
| 5화           | 신비의 동물을 찾아서      | 2021년 1월 11일  |
| 6화           | 아빠는 힘들어             | 2021년 1월 12일  |
| 7화           | 펑! 초강력 폭탄!          | 2021년 1월 18일  |
| 8화           | 새 집이 필요해            | 2021년 1월 19일  |
| 9화           | 내가 누구게?              | 2021년 1월 25일  |
| 10화          | 울음을 멈춰줘             | 2021년 1월 26일  |
| 11화          | 수수께끼 미로 숲          | 2021년 2월 1일   |
| 12화          | 친해지고 싶어             | 2021년 2월 2일   |
| 13화          | 사막의 왕자               | 2021년 2월 8일   |
| 14화          | 정글을 울리는 소리        | 2021년 2월 9일   |
| 15화          | 높은 곳이 무서워 1        | 2021년 2월 15일  |
| 16화          | 높은 곳이 무서워 2        | 2021년 2월 16일  |
| 17화          | 어떤 색이 좋을까?         | 2021년 2월 22일  |
| 18화          | 두근두근 꼬마 비행사      | 2021년 2월 23일  |
| 19화          | 위니를 찾아서             | 2021년 3월 1일   |
| 20화          | 동생은 귀찮아             | 2021년 3월 2일   |
| 21화          | 대나무숲을 지켜라 1       | 2021년 3월 8일   |
| 22화          | 대나무숲을 지켜라 2       | 2021년 3월 9일   |
| 23화          | 난 특별하니까             | 2021년 3월 15일  |
| 24화          | 나랑만 놀자               | 2021년 3월 16일  |
| 25화          | 보고는 못 말려            | 2021년 3월 22일  |
| 26화 (최종화) | 내 노래를 들어줘          | 2021년 3월 23일  |